# Happy the Man/Seven Stones
Happy the Man/Seven Stones è un singolo del gruppo musicale britannico Genesis, pubblicato nel 1972 dalla Charisma Records.

## Descrizione
Precedentemente l'uscita del quarto album Foxtrot, nel 1972 i Genesis pubblicarono Happy the Man, brano folklorico che si discosta dalle sonorità progressive tipiche del gruppo.

## Tracce
Testi e musiche dei Genesis
- Lato A

1. Happy the Man – 2:54

- Lato B

1. Seven Stones – 5:12

## Formazione
- Peter Gabriel – voce
- Steve Hackett – chitarra
- Mike Rutherford – basso, chitarra
- Tony Banks – tastiera
- Phil Collins – batteria, cori